# トシオ・ナカヤマ
トシオ・ナカヤマ（Tosiwo Nakayama、中山 利雄、1931年11月23日 - 2007年3月29日）は、ミクロネシア連邦初代大統領。日系人。
日本人の父と酋長の娘マルガレッタとの間に生まれた。1979年アメリカ合衆国の国連信託統治領であったミクロネシアが独立した際、初代大統領に選出され、1987年まで2期8年務めた。
2007年3月29日にハワイ州ホノルルのハワイ・メディカル・センター・ウェストにて75歳で死去した。